# Учкудук
Учкуду́к (узб. Учқудуқ, Uchquduq) — місто в Навоїйській області Узбекистану. Адміністративний центр Учкудуцького району.
З 1958 по 1978 роки — селище міського типу. Населення близько 28 тис. осіб (2003 рік).

## Географія
Місто розташоване в центральній частині пустелі Кизилкум, за 12 км від залізничної станції Учкудук. З 1958 року в місті працює Навоїйський гірничо-металургійний комбінат (НГМК). Більшість жителів міста — працівники цього комбінату. З 2001 року в Узбекистані почала діяти залізнична лінія Учкудук-2 — Міскін. З 2002 року в місті ведеться будівництво золотовидобувного комплексу. При виході на проектну потужність фабрика буде виробляти близько 20 тонн золота на рік.

## Історія

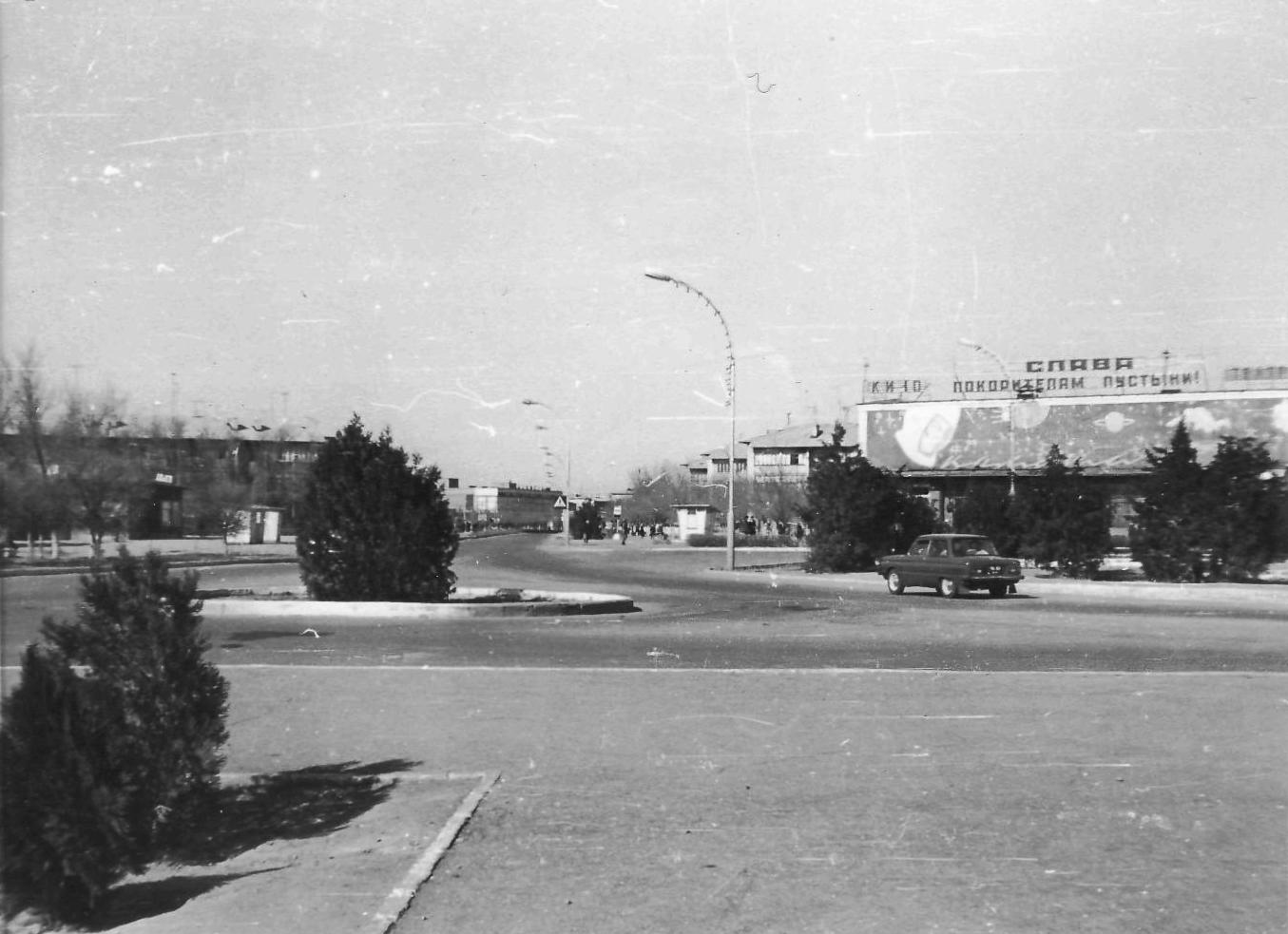
Центр міста Учкудук.
Кінотеатр «Комета», (1982)

Історію Учкудук веде з 1958 року, спочатку як невелика геологорозвідувальна партія в районі родовища уранових руд «Учкудук», потім до 1978 року як селище міського типу, яке було в складі Бухарської області. З 1978 року одержав статус міста і відносився до Бухарської області аж до 20 квітня 1982 року, коли з частини Бухарської області була утворена Навоїйська область.
До 1979 року Учкудук мав статус закритого таємного стратегічного об'єкта. В кінці 1960-х, завдяки стрімкому зростанню обсягів видобутку руди урану як відкритим так і підземним способом, місто почало активно розвиватися, почався масовий приплив робітників та інженерно-технічних фахівців з усього СРСР.

## Населення
За даними на 1991 рік, загальна чисельність населення міста становила близько 24 тис. чоловік. За неперевіреними даними на 2003 рік в Учкудуці проживало 28 тисяч чоловік.
У зв'язку з розпадом СРСР, починаючи з 1991 відбувся масовий відтік російськомовного населення, в результаті чого склад населення різко змінився.

## Навоїйський гірничо-металургійний комбінат
В Учкудуці знаходиться північне рудоуправління Навоїйського гірничо-металургійного комбінату (НГМК), яке є містоутворюючим підприємством. НГМК створений у 1958 році для видобутку уранової руди відкритим і підземним способом на базі Учкудукського родовища. Зараз основними видами діяльності рудоуправління є:
- видобуток і переробка урану методом підземного вилуговування;
- видобуток і переробка золотовмісних руд родовища «Кокпатас»;
- випуск сірчаної кислоти;
- виробництво виробів з мармуру на базі рудника «Новий» (закритий у 2003 р.).

## Пісня про Учкудук
Широко відомим місто Учкудук стало після виконання пісні групи «Ялла» «Учкудук» на слова Юрія Ентіна.

## Авіакатастрофа над Учкудуком
Детальніше: Аварії і катастрофи Ту-154 та Катастрофа Ту-154 під Учкудуком.(рос.)
Над Учкудуком сталася авіакатастрофа з найбільшою кількістю жертв в історії Радянського Союзу (200 чоловік). 10 липня 1985 році пасажирський літак Ту-154, що прямував за маршрутом Ташкент — Карші — Оренбург — Ленінград, розбився зразу ж після вильоту з аеропорту міста Карші. Загинули всі: 191 пасажир і 9 членів екіпажу. На думку комісії, лайнер зірвався у плоский штопор.